# Фуджівара но Такаміцу
Фуджівара но Такаміцу (藤原 高光, приблизні роки життя — 939—994) — японський поет та аристократ, який жив у період Хейан. Включений у список тридцяти шести безсмертних поетів. Його батьком був Фуджівара но Моросуке, а матір'ю — принцеса Масако (雅子内親王), дочка імператора Дайґо.
Деталі життя Такаміцу можна знайти у моноґатарі під назвою «Історія молодшого капітана Тономіне» (多武峯少将物語, Тономіне шьошьо моноґатарі), яка також відома як «Щоденник Такаміцу» (高光日記, Такаміцу ніккі). Справжній автор невідомий, але вважається, що він з'явився в період Ова або період Кохо (приблизно в 961—968 роках). У творі розповідається, що Такаміцу покинув сім'ю і став буддійським монахом. Спочатку він жив «у монастирі на горі Хієї, недалеко від столиці», але у серпні 961-го року переїхав до храму Тономіне у місті Сакурай, де і перебував до кінця життя. У творі Такаміцу обмінюється віршами вака зі своєю дружиною (дочкою Фуджівара но Ацутоші) та рідною сестрою на ім'я Айномія.
Вірші Такаміцу увійшли до кількох імператорських поетичних антологій, починаючи з «Пізнішої колекції японської поезії» (後撰和歌集, Ґосен вака-шю). Існує також персональна збірка віршів під назвою «Антологія Такаміцу» (高光集, Такаміцу-шю).